# کریستوفر کراس
کریستوفر کراس (انگلیسی: Christopher Cross؛ زادهٔ ۳ مهٔ ۱۹۵۱) یک موسیقی‌دان اهل ایالات متحده آمریکا است. وی از سال ۱۹۷۹ میلادی تاکنون مشغول فعالیت بوده‌است.
وی همچنین برنده جوایزی همچون جایزه گرمی برای بهترین هنرمند جدید شده‌است.